# La Haye-de-Routot
La Haye-de-Routot är en kommun i departementet Eure i regionen Normandie i nordvästra Frankrike. Kommunen ligger i kantonen Bourg-Achard som tillhör arrondissementet Bernay. År 2022 hade La Haye-de-Routot 286 invånare.

## Befolkningsutveckling
| Befolkningsutvecklingen i La Haye-de-Routot 1968–2021 | Befolkningsutvecklingen i La Haye-de-Routot 1968–2021 | Befolkningsutvecklingen i La Haye-de-Routot 1968–2021 | Befolkningsutvecklingen i La Haye-de-Routot 1968–2021 | Befolkningsutvecklingen i La Haye-de-Routot 1968–2021 |
| ----------------------------------------------------- | ----------------------------------------------------- | ----------------------------------------------------- | ----------------------------------------------------- | ----------------------------------------------------- |
|                                                       |                                                       |                                                       |                                                       |                                                       |
| År                                                    |                                                       |                                                       | Folkmängd                                             |                                                       |
| 1968                                                  | 1968                                                  |                                                       | 148                                                   |                                                       |
| 1975                                                  | 1975                                                  |                                                       | 172                                                   |                                                       |
| 1982                                                  | 1982                                                  |                                                       | 197                                                   |                                                       |
| 1990                                                  | 1990                                                  |                                                       | 227                                                   |                                                       |
| 1999                                                  | 1999                                                  |                                                       | 256                                                   |                                                       |
| 2007                                                  | 2007                                                  |                                                       | 256                                                   |                                                       |
| 2015                                                  | 2015                                                  |                                                       | 299                                                   |                                                       |
| 2021                                                  | 2021                                                  |                                                       | 293                                                   |                                                       |